# Lift a Sail
| Recensione              | Giudizio |
| ----------------------- | -------- |
| Metacritic              | 72/100   |
| AbsolutePunk            | 8.5/10   |
| AllMusic                | [ 3 ]    |
| Alternative Press       | Positivo |
| The AU Review           | 10/10    |
| Idobi                   | 7/10     |
| Rolling Stone Australia | [ 7 ]    |
| Sputnikmusic            | 4/5      |
| Ultimate Guitar Archive | 5.7/10   |

Lift a Sail è il nono album in studio degli Yellowcard, pubblicato il 7 ottobre 2014 da Razor & Tie.

## Tracce
1. Convocation – 4:55
2. Transmission Home – 4:18
3. Crash the Gates – 3:20
4. Make Me So – 3:11
5. One Bedroom – 4:35
6. Fragile and Dear – 3:04
7. Illuminate – 4:06
8. Madrid – 2:07
9. The Deepest Well – 3:57
10. Lift a Sail – 3:55
11. MSK – 3:46
12. My Mountain – 3:59
13. California – 4:11

Edizione deluxe giapponese
1. In Time – 3:31

## Formazione
Yellowcard
- Ryan Key – voce, chitarra ritmica, pianoforte, percussioni
- Sean Mackin – violino, coro, arrangiamento archi
- Ryan Mendez – chitarra, basso, percussioni, coro

Componenti aggiuntivi
- Nate Young - batteria, percussioni
- Diana Wade - viola
- Joann Whang - violoncello
- Neal Avron - produzione